# Maria Cusí i Jordà
Maria Cusí i Jordà   (Figueres, 1892 - Figueres, 1953) fou una pintora i dibuixant catalana. Filla d'Àngela Jordà de Genover i de Carles Cusí i de Miquelet, de Figueres. El 1894 el seu pare va encarregar a Josep Azemar la Casa Cusí a la Rambla de Figueres on vivia la família, El 1907 i 1908 va assistir a les classes de dibuix de Juan Núñez a l'Escola Municipal de Dibuix de Figueres. El 1909 va fer la seva primera exposició amb bona crítica. El 1921 es va casar amb el militar Federico Lopez Tabar amb qui va tenir tres fiils: Carles, Frederic i Enric. Es conserven 5 dibuixos de Maria Cusí encara que també pintaba a l'oli. Feia escenes d'interior i retrats familiars. pero també carrers exteriors de pobles a prop de Figueres com Vilabertran o Avinyonet de Puigventós. El maig de 1909 va fer una exposició als magatzems Puig París de pastels sèpies carbons i olis on va exposar Els claustres de Vilabertran.